# 21. honvedski pehotni polk (Avstro-Ogrska)
Za druge 21. polke glejte 21. polk.
21. honvedski pehotni polk (izvirno nemško k.u. Landwehr Infanterie Regiment Nr. 21; dobesedno slovensko: Cesarsko-madžarski honvedski pehotni polk št. 21) je bil pehotni polk avstro-ogrskega Honveda.

## Zgodovina
Polk je bil ustanovljen leta 1886.

### Prva svetovna vojna
Polkovna narodnostna sestava leta 1914 je bila sledeča: 62% Romunov, 34% Madžarov in 4% drugih.

## Poveljniki polka
- 1914: Raimund Latzin[3]